# 入交グループ本社
入交グループ本社株式会社(いりまじりグループほんしゃ）とは、高知県高知市にあるグループ会社経営に特化した持株会社である。

## 入交グループ
入交グループは文政2年（1819年）に石灰製造業を創業以来、鉱業・建設・アグリ・エネルギー・物流等の約30社からなる高知県を代表する多角型の企業グループである。

## 社是（入交グループ）
商は信用第一

経営は堅実に

心には新風を

入交グループ各社共通の社是であり、企業活動の拠り所としている。200年以上にわたり地元高知を大切にし、多角化を進め発展してきた企業グループである理由は、この社是を大切にしてきたことにあると言われている。

## グループ会社
社員総数約1,200人 グループ売上高約760億円
- 入交グループ本社株式会社：持株会社（グループ経営）
- 入交アグリーン株式会社：農薬肥料、緑化関連資材等の販売
- 入交海運株式会社：海運・船舶代理店・通関業務
- 入交キャピタル株式会社：場外舟券売場経営他
- 入交建設株式会社：総合建設業
- 入交クリエイト株式会社：健康食品・医療健康関連商品販売他
- 入交興産株式会社：不動産販売・賃貸
- 入交コーポレーション株式会社：装置機材・緑化資材・鋳物プラント/資材の販売
- 入交システムイノベーションズ：決済処理センター各種アプリケーションの開発・センターの運営・運用保守・労働者派遣事業・プログラミング教育事業他
- 入交生命工学株式会社：医薬品・診断薬等の研究開発、医療・バイオ研究開発に関するコンサルタント業務、医療機器、医薬部外品、医薬品及び診断薬の輸入及び販売
- 入交高販株式会社：建築資材・住設機器・環境関連設備の販売・施工・セメント製品・土木資材販売・施工他
- 入交石灰工業株式会社：石灰製品製造販売・工業用薬品販売
- 入交トラストエナジー株式会社：石油製品販売、レンタカー取扱、LPガス販売他
- 入交道路施設株式会社：交通安全施設資材販売・施工
- カネタビジネスサービス株式会社：清掃・ビルメンテナンス業
- 関西砕石株式会社：砕石製造販売・培土製造販売
- 株式会社新創：総合建設業
- 呉共同機工株式会社：ボイラ関連機器販売/メンテナンス・ボイラ用薬品製造販売・環境測定
- 三協ライム株式会社：フライアッシュ収集運搬
- 白木谷砕石販売株式会社：砕石販売
- 白木谷石灰石運送株式会社：石灰石運送業
- チカクネット株式会社：地殻変動情報とそれに付帯する情報提供サービス
- 平田石油株式会社：ガソリンスタンド経営
- 三共コンクリート株式会社：コンクリート二次製品製造販売

## グループ内の合弁会社
- 東洋電化工業株式会社
  - 東亞合成、豊田通商との共同出資。　
  - 特殊アロイ、合金鉄、カーバイド、リン酸カルシウム、炭酸カルシウム製造販売他。
  - 東洋電化グループには、東洋平成ポリマー株式会社など他7社がある。
- 四国鉱発株式会社
  - 新日鐵住金、太平洋セメントとの共同出資。
  - 入交グループ本社保有の石灰石鉱山を採掘している。
- セコム高知株式会社
  - セコムとの共同出資。高知全県をカバーする警備会社。
  - 子会社に人的警備の「セコムジャスティック高知」がある。